# Geierhaff
Ne doit pas être confondu avec Geyershof.
Geierhaff  est un lieu-dit de la commune luxembourgeoise de Parc Hosingen.

## Histoire
Jusqu'à la fin de l'année 2011, Geierhaff faisait partie de la section de Holzthum elle-même rattachée à l'ancienne commune de Consthum qui fusionne avec les communes de Hoscheid et Hosingen pour former la nouvelle commune de Parc Hosingen.